# Bronkow
Ne doit pas être confondu avec Bronków, village de Pologne.
Bronkow est une commune allemande de l'arrondissement de Haute-Forêt-de-Spree-Lusace, Land de Brandebourg.

## Géographie
La commune comprend les quartiers de Lipten et de Lug ainsi que les résidences de Rutzkau et Saadow.
|                      | Calau       |             |
| Massen-Niederlausitz | Bronkow     | Luckaitztal |
| Sallgast             | Großräschen | Altdöbern   |

La Kleine Elster forme la frontière avec Massen-Niederlausitz.
Bronkow se trouve sur la Bundesautobahn 13 qui a un croisement avec la ligne de Lindthal à Altdöbern Süd.

## Histoire
Bronkow est mentionné pour la première fois en 1495 sous le nom de Proncko.
En juillet 1965, Saadow fusionne avec Bronkow puis Rutzkau le fait en février 1972. Le 26 octobre 2003, Bronkow participe à la réforme municipale dans l’État de Brandebourg et les deux communes voisines, Lug et Lipten, se joignent à la commune de Bronkow.

## Source, notes et références
- (de) Cet article est partiellement ou en totalité issu de l’article de Wikipédia en allemand intitulé « Bronkow » (voir la liste des auteurs).